# Susanne Krauss
Susanne Krauss (* 4. Februar 1967 in Gräfelfing bei München, Deutschland als Susanne Sutor) ist eine deutsche Künstlerin. Sie arbeitet als Fotografin, Illustratorin und Autorin.

## Leben
Susanne Krauss wuchs in Germering bei München auf. Sie absolvierte ein Studium für Grafikdesign an der Hochschule München, das sie 1991 als Diplom-Kommunikationsdesignerin abschloss. Sie lebt und arbeitet in der Nähe von München.

## Werk

### Arbeit als Illustratorin
Ihr erstes Kinderbuch Die Geschichte vom Königsrätsel, das sie schrieb und illustrierte, wurde 1992 veröffentlicht. Bis 2015 erschienen insgesamt über 120 weitere Bücher mit ihren Illustrationen, Fotografien und Texten. Sie arbeitete mit Autoren wie Manfred Mai (Mein erster Schultag), Sabine Jörg (Max gehört dazu, Max und Mona), Sabine Seyffert, Detlev Jöcker und anderen zusammen. Ihre Bücher wurden ins Polnische, Koreanische, Niederländische, Ukrainische und Englische übersetzt.

### Arbeit als Fotografin
2005 wechselte Susanne Krauss zur die Fotografie. Sie machte sich vor allem als Porträt- und Lifestyle- sowie als Geburtsfotografin einen Namen. Zu ihren Auftraggebern zählen Verlage sowie Künstler, Politiker und Wirtschaftsunternehmen wie z. B. Verlage der Penguin Random House Verlagsgruppe, McKinsey & Company, Spiegel Online Warner Music oder auch Wala Heilmittel. 
Als Künstlerin stellte sie ab 2005 zuerst auf der Illustratorama und für das Goethe-Institut (Kinderwelten, 2007) und aus. Inzwischen sind ihre Werke weltweit auf über 40 Ausstellungen gezeigt worden, u. a. auf der ArtMUC, Stroke Artfair, Münchner Rathausgalerie, bei den Art Basel–Wochen, der Armory Show in New York sowie in Barcelona, Miami und auf der Swissart Expo.
Ihre Porträtfotos von Prominenten wie Udo Lindenberg, Charlotte Roche, Werner Herzog oder Thomas Gottschalk wurden  2017 in der Ausstellung Surfaces – behind the Image in der Pasinger Fabrik gezeigt.
2023 veröffentlichte sie ihre Portraitserie The Legendary Granniegang, die den Instagram-Account der Fotografin binnen weniger Wochen von 2000 auf über 70.000 Follower steigen ließ und weltweit Anerkennung fand. Krauss begann mangels geeigneter Modelle die Serie als KI-Experiment, fotografierte aber nach wenigen Wochen bewusst echte Frauen ab Rentenalter in gestrickten Superheldinnen-Kostümen. Sie versteht die Serie gleichermaßen als Hommage an „die unsichtbaren Frauen ab 65“ wie auch als Persiflage auf das männliche Stereotyp des Superhelden. Die dazu entstandenen Interviews der einzelnen Protagonistinnen durch die Journalistin Ulla Wohlgeschaffen ergänzen die Porträts zu Lebensgeschichten, die anderen Menschen Mut machen sollen. Krauss ist 2024 als Ehrengast mit der „Granniegang“ auf der ArtMUC in München mit einer Sonderausstellung zu sehen.
Seit 2025 arbeitet sie wieder als Illustratorin.

## Auszeichnungen
- IAPBP Silver Award 2022[10]
- Monovision Awards 2023 1. Platz in People[11]
- DFA-Award Finalist 2021[12]
- Monochrome Awards 2022 Portrait[13] (Honorable Mention)

## Werke – Illustration (Auswahl)
- Die Geschichte vom Königsrätsel. Coppenrath-Verlag, 1992. ISBN 978-3885478546
- Meine WeihnachtsZauberwelt. Menschenkinder-Verlag, 1998. ISBN 978-3895160806
- Im Kribbel Krabbel Mäusehaus. Menschenkinder Verlag, 1999. ISBN 978-3895160899
- Mein erster Schultag. Ravensburger Buchverlag, 2000. ISBN 978-3473337767
- Weihnachten ist wunderbar! Ravensburger Buchverlag, 2000. ISBN 978-3473341573
- Max gehört dazu! Thienemann-Esslinger, 2001. ISBN 978-3480215454
- Das große Buch vom Gesundwerden. Annette Betz Verlag, 2001. ISBN 978-3219109382
- Das große Buch vom Kindergarten. Annette Betz Verlag, 2001. ISBN 978-3219108705
- Die drei Paulas und der geheimnisvolle Herr Leopold. Albarello, 2001. ISBN 978-3930299577
- Kinderreime. Coppenrath Verlag, 2001. ISBN 978-3815720745
- Pi-Pa-Purzelbaum: Spielerische Bewegungsförderung für Kinder. Kösel Verlag 2001. ISBN 978-3466305384
- Michi teilt mit Mona. Thienemann-Esslinger, 2002. ISBN 978-3480218042
- Siehst du, ein goldener Schimmer! Coppenrath Verlag, 2002. ISBN 978-3815725788
- Gute Nacht, mein Kuschelmond. Arena Verlag, 2002. ISBN 978-3401082394
- Ein Freund für Louisa. Coppenrath Verlag, 2003. ISBN 978-3815730317
- Spaß am Spielen und Lernen. Ravensburger Buchverlag, 2004. ISBN 978-3473378609
- Unsere Jahreszeiten. Kerle Verlag, 2005. ISBN 978-3451706431
- Mein erstes Buch vom Beten. Herder, 2006. ISBN 978-3451710490

## Werke – Fotografie (Auswahl)
- Das große Buch zur Schwangerschaft. Gräfe und Unzer 2009. ISBN 978-3466308057
- Ein Baby will getragen sein. Kösel Verlag 2013. ISBN 978-3466345762
- Das große Mama-Handbuch. Kösel Verlag, 2013. ISBN 978-3466345502
- Das breifrei!-Kochbuch.Kösel Verlag 2014. ISBN 978-3466346011
- Zehn kleine Krabbelfinger machen auch Rabatz. Kösel Verlag 2015. ISBN 978-3466308057